# AniCura
 Der er for få eller ingen kildehenvisninger i denne artikel, hvilket er et problem. Du kan hjælpe ved at angive troværdige kilder til de påstande, som fremføres i artiklen.

AniCura AB er en international veterinærkoncern med virksomheder i Sverige, Norge, Danmark, Tyskland, Østrig, Schweiz og Holland. Virksomheden består af mere end 300 dyrehospitaler og klinikker, der årligt udfører konsultation af omkring 3 millioner kæledyr, (primært hunde og katte).
Antallet af medarbejdere udgør op til omkring 7.500 personer, hvoraf 2.800 er dyrlæger.
Virksomhedens har hovedsæde i Danderyd i Stockholm med tilknytning til AniCura dyrehospitalet Albano. De fleste dyrehospitaler og klinikker er specialiserede indenfor specifikke områder, såsom intern medicin, kirurgi, ortopædi, oftalmologi (øjne), neurologi, odontologi (tænder) og dermatologi (hud).
Virksomheden beskæftiger sig med medicinsk og kirurgisk dyresygepleje til hund, kat og andre selskabsdyr. Dette indbefatter forebyggende pleje og basal sygepleje, såvel som avanceret diagnostik i form af endoskopi, magnetresonanstomografi, intensivpleje og ortopædi. Virksomheden beskæftiger sig også med rehabilitering, kiropraktik, kostrådgivning og salg af udvalgt dyrefoder og plejeprodukter.

## Klinikker i Danmark
I Danmark har AniCura følgende klinikker
- Aalborg - City Syd
- Aalborg - Svenstrup
- Aarhus
- Aars
- Frederiksværk
- Gentofte
- Gistrup
- Hjørring
- Hobro
- Holbæk
- Kerteminde
- København
- Nyborg
- Nørresundby
- Odense
- Rynkeby
- Rødovre Centrum
- Skovlunde
- Sommersted og Rødding
- Tranbjerg
- Varde
- Virklund

## Ejere
AniCura er en del af Mars-koncernens afdeling Mars Petcare. 